# Крыловская (Вологодская область)
Крыловская — деревня в Верховажском районе Вологодской области.
Входит в состав Нижне-Важского сельского поселения (до 2015 года входила в Климушинское сельское поселение), с точки зрения административно-территориального деления — в Климушинский сельсовет.

## География
Село находится в северной части Вологодской области на левом берегу реки Вага. Расстояние по автодороге до районного центра Верховажья — 12,5 км, до деревни Климушино — 2,5 км. Ближайшие населённые пункты — Мартыновская, Петровская, Климушино.
Часовой пояс
Крыловская, как и вся Вологодская область, находится в часовой зоне МСК (московское время). Смещение применяемого времени относительно UTC составляет +3:00.

## Население
По переписи 2002 года население — 3 человека.
| 2010 |
| ---- |
| 0    |

## История
В материалах оценочно-статистического исследования земель Вельского уезда упомянуто, что в 1900 году в административном отношении деревня входила в состав Низовского Верхнего сельского общества Верховской волости. На момент переписи в селении Крыловская (Горка) находилось 16 хозяйств, в которых проживало 45 жителей мужского пола и 42 женского.